# Keith Macpherson Smith

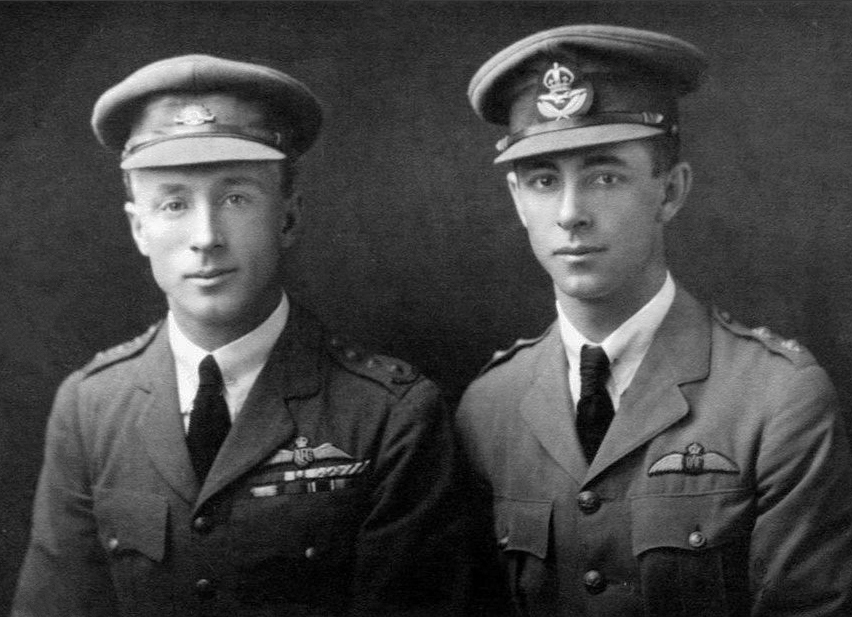
Keith Smith (rechts) 1921 mit seinem Bruder Ross

Sir Keith Macpherson Smith KBE (* 20. Dezember 1890 in Semaphore, South Australia; † 19. Dezember 1955 in Sydney, Australien) war ein australischer Flugpionier, der mit seinem Bruder Ross Macpherson Smith und zwei anderen Männern im Jahr 1919 mit einer Vickers Vimy erstmals in weniger als 30 Tagen von England nach Australien flog. Sein Bruder Ross war der Pilot dieses Fluges, Keith war für die Navigation zuständig. Sie erhielten für diese Pionierleistung einen von der australischen Regierung ausgesetzten Preis von 10.000 £ und wurden geadelt.
Sein Vater Andrew Bell Smith wanderte von Schottland nach Western Australia aus und war Manager der Mutooroo-Viehstation, wo er Jessie, eine Tochter eines anderen schottischen Siedlers, heiratete. Ihre Söhne Keith und Ross gingen zur Queen’s School in Adelaide und danach zwei Jahre zur Warriston School in Moffat, Schottland.
Keith arbeitete vor dem Ausbruch des Ersten Weltkriegs bei der Firma Elder Smith & Co. in Adelaide und kam bei der Australian Imperial Force zu einer medizinischen Abteilung. Da er zur Luftwaffe wollte, ging er nach England zum Royal Flying Corps, das ihn im Juli 1917 als Officer Cadet Wing annahm. Er war bei einer Bomberstaffel in Frankreich im Januar 1918, aber nicht im aktiven Dienst. Am 1. April wurde er zum Lieutenant befördert und bildete fortan bis zum Ende des Krieges Soldaten aus. Am 5. November 1919 wurde er aus dem Militärdienst entlassen.

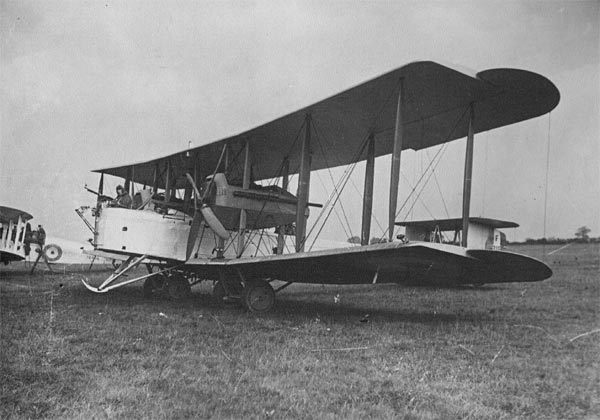
Eine Vickers Vimy, die im Ersten Weltkrieg als schwerer Bomber eingesetzt wurde

Am 12. November 1919 startete Keith als Kopilot mit seinem Bruder Ross Smith und zwei Mechanikern von Hounslow bei London in England in einer Vickers Vimy mit zwei Motoren zu je 360 Pferdestärken und einer Spannweite von etwa 21 Metern nach Darwin in Australien, wo er am 10. Dezember ankam. Dieser Flug fand in der Form eines Wettrennens statt, an dem sich sechs Teilnehmer bzw. Mannschaften beteiligten, von denen zwei das Ziel erreichten und zwei tödlich verunglückten. Auf der Strecke, allerdings unverletzt, blieb auch der spätere Polarflieger Hubert Wilkins. Die gesamte Flugroute war in vier Stationen aufgeteilt: Von London über Kairo, Kalkutta, Singapur und Darwin. Auf der Flugstrecke kam es zu mehr als 20 Zwischenaufenthalten.
Er plante einen Weltrundflug im Jahre 1922, den er allerdings aufgab, als sein Bruder Ross bei einem Flugzeugunglück bei der Vorbereitung dieses Rundflugs ums Leben kam.
Smith arbeitete dann in Sydney als ein Vertreter des Flugherstellers Vickers, aber da kaum Vickers-Flugzeuge gekauft wurden, wurde er Vizepräsident einer Luftfahrtgesellschaft, der British Commonwealth Pacific Airlines, die im Jahr 1954 von Qantas übernommen wurde. Später wurde er Direktor von Qantas Empire & Tasman Empire Airways Limited, einem Unternehmen der Imperial Airways, dem Vorläufer der British Airways.
1924 heiratete Smith Anita Crawford in Adelaide, mit der er keine Kinder hatte. Er starb in Sydney am 19. Dezember 1955 und wurde neben seinem Bruder Ross, seinem Vater und seiner Mutter auf dem North Road Anglican Cemetery in Adelaide beerdigt.